# Monkey Black
Leonardo Michael Flores Ozuna (Los Mina; 26 de julio de 1986 - San Adrián de Besós, Cataluña; 30 de abril de 2014), conocido por su nombre artístico Monkey Black, fue un cantante de música urbana oriundo de República Dominicana.

## Biografía
Monkey Black nació en Los Mina, Santo Domingo Este, Provincia de Santo Domingo, República Dominicana el 26 de julio de 1986. Desde muy joven demostró gran deseo por la música que ya a los 10 años de edad grabó su primer material junto a El Sujeto; luego emigró a Puerto Rico donde se dedicó a varios oficios.
Cuando regresó a la República Dominicana, se convirtió en un artista urbano, en el 2006 con el apoyo de Lápiz Conciente fue colocado en la palestra pública trabajando en la colaboración "Tienen miedo" junto a este y Big K, destacando su carrera musical por lo alto, pasando de ser un corriente rapero a un artista internacional, con el tema "El Sol y La Playa", producido por el productor musical Nico Clinico.
Durante su trayectoria musical, Monkey Black era conocido como una persona extrovertida, "Negociativamente hablando". Por su forma carismática de decir las frases: "No te haga", "Tu ta clara de huevo" y/o "Para que estés clara de huevo".
Años más tarde viajó a España, con la intención de fomentar su carrera en el ámbito internacional, pero sus sueños fueron frustrados, ya que 4 años más tarde en un día de abril fue asesinado en Barcelona.

## Muerte
Falleció el miércoles 30 de abril de 2014, tras haber sido agredido en varias ocasiones con un arma blanca, en San Adrián de Besós (Barcelona, España) donde había residido durante cuatro años tras contraer matrimonio.
Su cadáver fue trasladado a la República Dominicana el 17 de mayo; su funeral fue previsto para ese mismo día, y su sepelio fue planeado para el 19 de mayo.

## Discografía
- Ultra Mega Universal (Álbum) (Semi-Inédito)

### Sencillos
- El Dembow del Mono
- El Trampolín
- De Lo Mio (2011)
- Capea el Dough Personal (2014)
- El sol y La Playa (2009)
- Locotron (2007)
- Palomo En Lata
- Ojala y Me Muera
- Dime Rapido
- La Foto
- Activo (2010)
- Punto De Vista (2011)
- Ratacutupla
- Ay Dios (2009)
- Algo de Mí (2009)
- Entro Con La U (2009)
- Va Tene Que Vola (2010)
- No Toy Pa Boda
- Mas Que una Casa (2013)
- No Se Diga Mas
- Si Yo Me Escapo (2014)
- Quien Como Yo (2012)
- Si Me Matan Resucito
- Mejor Te Suelto
- Dicen Que Soy Rana
- Yo Lo Sabia
- De un Plomaso (2011)
- La Polemica (2010)
- Clra de Huevo
- Dique Que Ustedes Si
- No Forcen
- Come To My Hood (2008)